# Geranium skottsbergii
Geranium skottsbergii är en näveväxtart som beskrevs av Reinhard Gustav Paul Knuth. Geranium skottsbergii ingår i släktet nävor, och familjen näveväxter. Inga underarter finns listade i Catalogue of Life.